# Луцкий уезд
Лу́цкий уе́зд — административная единица в составе Волынской губернии Российской империи. Административный центр — город Луцк.

## География
Площадь уезда составляла 6626,0 кв. вёрст.
Луцкий уезд располагался на западе Волынской губернии. К востоку от него располагался Ровенский, к западу — Ковельский и Владимир-Волынский, а к югу — Дубенский уезды той же губернии. На севере граничил уезд с Гродненской губернией.

### Почвы и добычи
Почва территорий, находившихся в южной части уезда, — почти исключительно чернозём или его смесь с небольшим количеством глины; остальная часть уезда располагалась на почвах глинистых и песчаных. Торфа в уезде было много, но он не разрабатывался для топлива, а шёл на удобрение почвы.

## История
Уезд образован в 1795 году в составе Волынского наместничества. В 1796 году уезд вошёл в состав Волынской губернии.
Место массовых выступлений в ходе Польского восстания 1863—1864 годов.
Во время революции 1905—1907 годов уезд охватили крестьянские выступления. В Первую мировую войну на территории уезда велись боевые действия. К осени 1915 года уезд был занят австро-германским войсками. В 1921 году территория уезда согласно Рижскому договору вошла в состав Луцкого повета Волынского воеводства Польши.

## Население
В 1897 году население уезда составляло 252 550 человек, в том числе украинцы — 143 891, евреи — 35 712, немцы — 30 255, поляки — 24 504, русские — 12 865, чехи — 3818.

### Колонисты
В период с 1787 по 1791 год в уезде поселились меннониты. Немецких поселенцев в уезде насчитывалось в 1861 году 577 человек. В 1874 году всего  было 12 колоний, и в них проживало 1230 человек. Чехи начали селиться в губернии в шестидесятых годах XIX века. В 1884 году их было 1354 человека. Всего иностранных поселенцев насчитывалось в 1882 году в уезде 14 192 человек (12 838 немцев и 1354 чеха). Жили они в 105 колониях, в которых 2342 двора. Земли у них было 37 218 десятин, в том числе собственной 16 112 десятин, а остальная — в долгосрочной аренде. Из колонистов 12 078 человек состояло в русском подданстве и только 2114 — в иностранном. Колонисты занимались преимущественно земледелием; колонии их процветали.

## Административное деление
В 1913 году в состав уезда входило 16 волостей:
| - Бережницкая — м. Бережница, - Бельсковольская — с. Бельсковоля, - Владимирецкая — м. Владимирец, - Городецкая — с. Городец, - Городковская — м. Городок, - Колковская — с. Староселье, - Медвежская — с. Медвежье, - Поддубецкая — с. Поддубцы, | - Полонковская — с. Полонка, - Рафаловская — м. Рафаловка, - Рожищская — м. Рожище, - Силенская — с. Сильно, - Торчинская — м. Торчин, - Тростенецкая — с. Тростенец, - Чаруковская — м. Чаруково, - Щуринская — с. Щурин, |

## Хозяйство
Главным занятием жителей уезда было земледелие. Кроме того, в уезде был развит лесной промысел. Крестьяне занимались рубкой леса, вывозом, доставкою его к пристаням и сплавом. В 1889 году было выдано торговых документов: свидетельств 638, билетов к свидетельствам 292, промысловое свидетельство 51.
За период 1878—1882 годов урожай пшеницы был в среднем сам-5,1, ржи 4,2, овса 4,9 и картофеля 5,6. В уезде было развито пчеловодство. В 1883 году было 907 пасек с 6505 ульями. Занимались пчеловодством преимущественно крестьяне и духовенство. В 1889 году в уезде было 67 111 лошадей, 87 912 голов рогатого скота, 61 103 свиней, овец простых — 94 528 и тонкорунных — 24 966. Овчарные заводы принадлежали исключительно помещикам. Конских заводов было 3, и в них около 100 лошадей.
Всех фабрик и заводов считалось в уезде 57, с производством на сумму 120 330 рублей (1889). По количеству производства самыми значительными были винокуренные заводы (семь винокуренных заводов имели оборотов на 87 888 руб.). За ними шли стеклянные заводы (3) с производством на 10 180 руб. Костопальных заводов было 2, мыловаренных — 1, кожевенных — 9, свечной — 1, маслобойных — 12, пивоваренных — 6, смоляных — 3, кирпичных — 12, суконная фабрика — 1. Мельниц в уезде насчитывалось 243; из них: 5 паровых, 113 водяных, а остальные — ветряные. Ремесленников в уезде в 1889 году было 2653 мастера, 412 рабочих и 547 учеников. Из ремесленников более всего ткачей (433 мастеров, 20 рабочих и 86 учеников), сапожников, портных и бондарей. Лесное хозяйство в уезде было поставлено плохо. При правильном хозяйстве ежегодная вырубка леса в уезде должна быть не более 2199,23 десятин, а его вырубали по 8 с лишком тысяч десятин. Ярмарок в уезде было 60 с оборотом более чем на миллион рублей.

## Просвещение и медицина
Школ в уезде, находящихся в заведовании инспектора народных училищ, было 14 русских и 3 чешских; кроме того, в каждой почти немецкой колонии своя школа; 6 богаделен, 2 больницы и 7 аптек (1889). Врачей — 11.